# Мечеть Низам-ад-Дина
Мечеть Низам-ад-Дина (азерб. Nizaməddin məscidi) — мечеть, расположенная в посёлке Амирджаны Сураханского района города Баку в Азербайджане.

## История мечети
Мечеть была построена из тесанного известняка Эмиром Низамеддином Кесрани в период правления ширваншахов. Над дверью мечети высечен бейт на персидском языке «Мир это не что иное, как развлечение, роскошь, слава и мука». Вторая строка другой надписи на арабском языке гласит «Этот Божий дом велел построить эмир Низам-ад-Дин эмир Хадж сын величайшего владетеля Фахр ад-Дина. 730 год хиджры (1329-1330 гг.)». Эмир Низам-ад-Дин был видной личностью при дворе ширваншахов. А то, что он носил титул эмира, согласно историку Таране Джабиевой, позволяет предположить, что он управлял целым селением, или какой-либо территорией Апшерона. Согласно историку Саре Ашурбейли Низам-ад-Дин эмир Хадж был крупным феодалом, владевшим селением Амирджаны, именем которого и было названо селение. А его отец Фахр ад-Дин, имя которого также высечено на надписи, также занимал видное положение и был крупным феодалом, о чём свидетельствует и эпитет «величайший владетель».
Над дверью в южной части мечети имеется китабе с высеченной надписью на арабском языке: «Этот имарет построен по приказу Шараф ад-Дина сына Шейха Махмуда сына Наср ад-Дина Кутлуг-шаха. 786 год хиджры (1384-1385 гг.)». Сара Ашурбейли допускает возможность, что Шараф ад-Дин был внуком Кутлуг-шаха, главного эмира при Газан-хане и султане Улджайту Худабенде.
В западной части мечети изображён символический знак, а над местом главной двери указано, что мечеть отремонтирована мастером Сулейманом. На другой каменной китабе мечети отмечено, что наряду с ремонтом мечети в 1830—1831 гг. было пристроено и новое строение в северной части мечети. Мечеть была отремонтирована и в 1866-67 гг. На другой китабе указано: «Действительно эту мечеть [имеется в виду новая пристройка] построила Фатима ханум дочь Гаджи Расула. Китабе написал Мухаммед Наги. 1293 год хиджры (1876 год)». Эта китабе указывает на то, что мечеть была отремонтирована и в 1876 году.
Мечеть Низам-ад-Дина была отремонтирована и в начале XX века. В это время в центре западного балкона мечети был устроен входной проём с четырьмя столбами. Над дверью же имеется китабе с надписью на арабском языке: «Этот портал построил Гаджи Халаф сын Ризвана».
В настоящее время мечеть закрыта и охраняется государством. Согласно распоряжению Кабинета Министров Азербайджанской Республики об исторических и культурных памятниках мечеть Низам-ад-Дина является «памятником истории и культуры национального значения».

Галерея
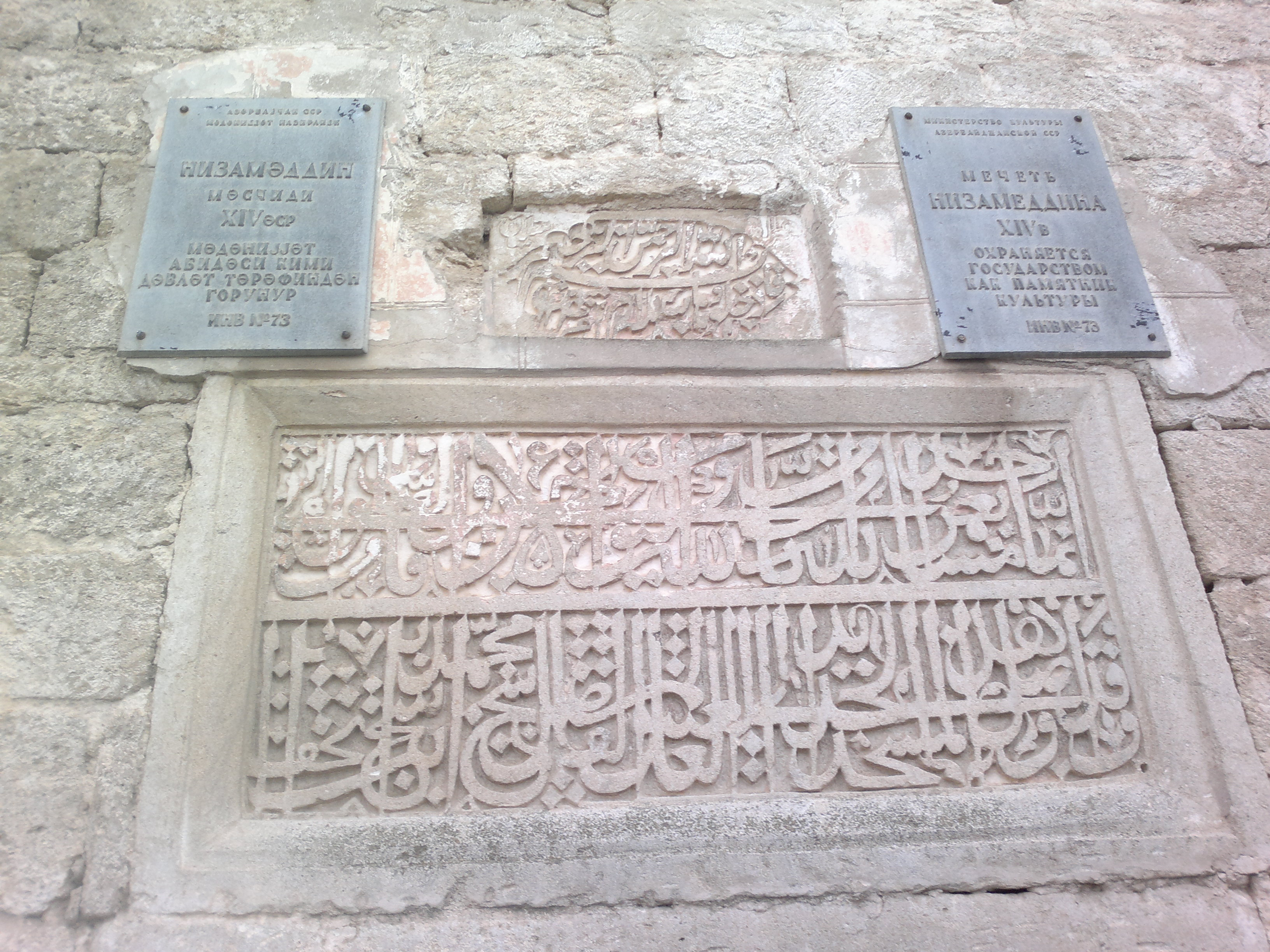
Китабе над дверью в северной части мечети
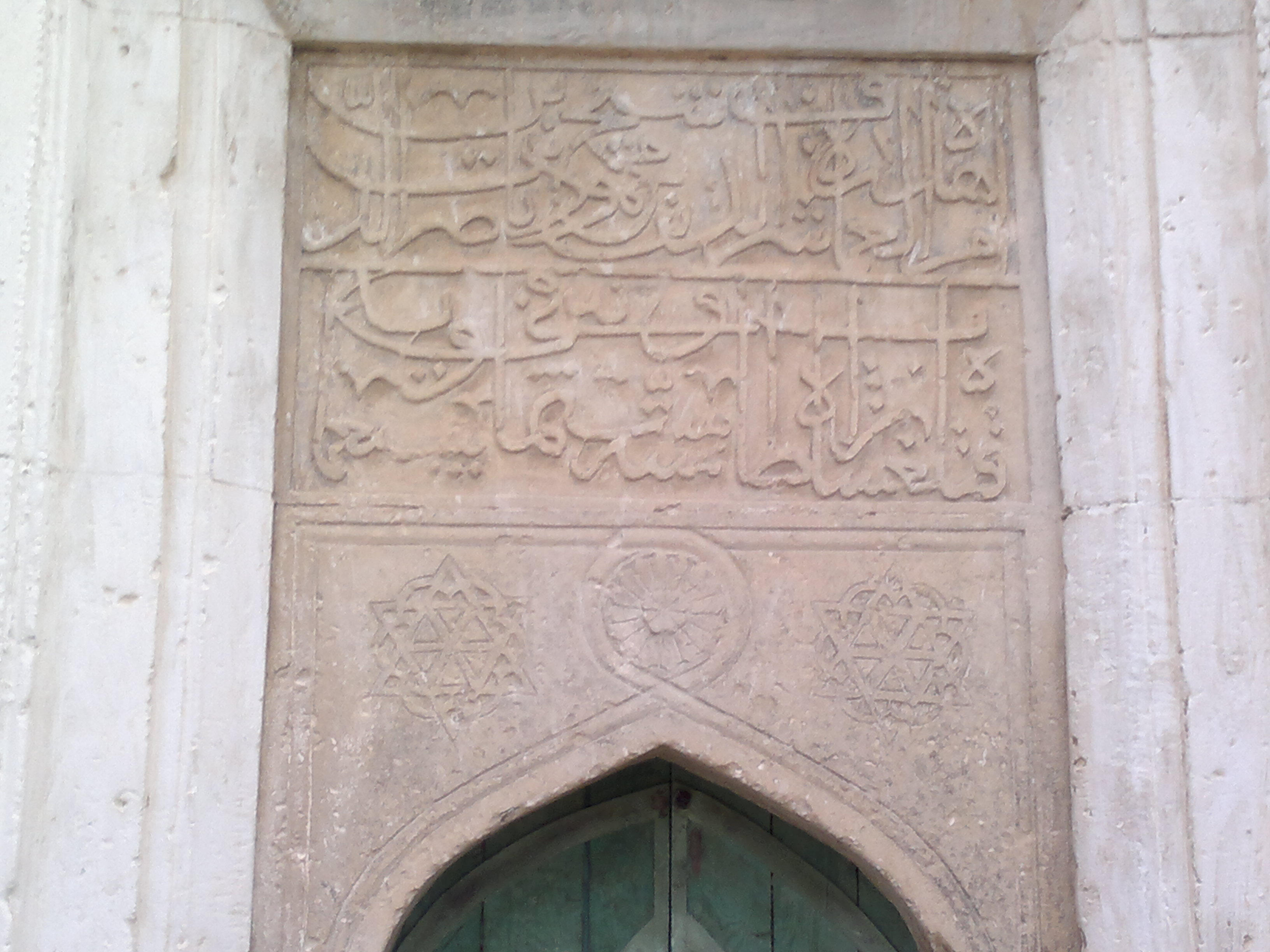
Китабе над дверью в южной части мечети
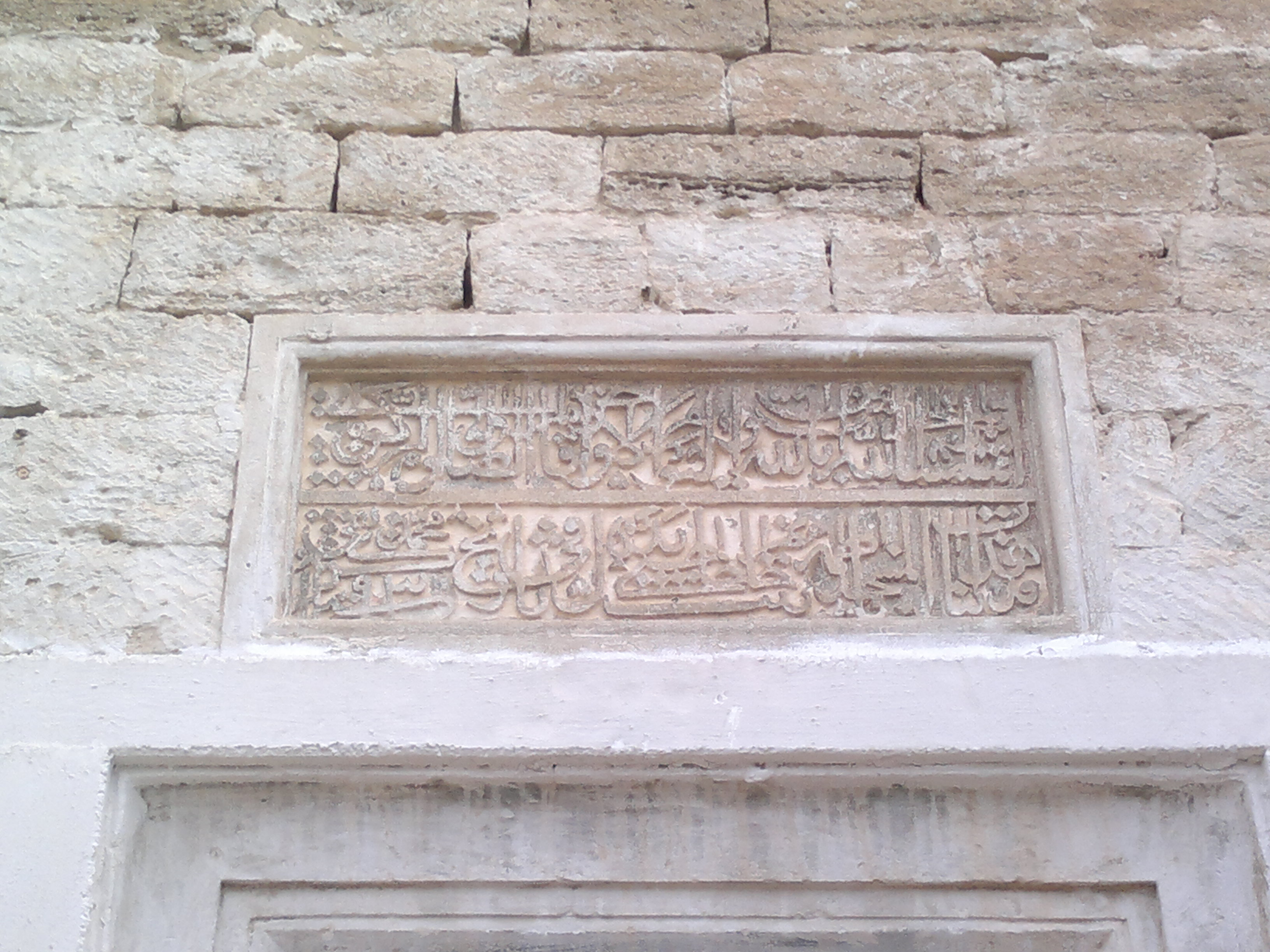
Китабе над дверью в южной части мечети